# Once Around the World
Once Around the World è il secondo album in studio del gruppo rock britannico It Bites, pubblicato nel 1988.

## Tracce
1. Midnight
2. Kiss Like Judas
3. Yellow Christian
4. Rose Marie
5. Black December
6. Old Man and the Angel
7. Hunting the Whale
8. Plastic Dreamer
9. Once Around the World

## Formazione
- Francis Dunnery - chitarra, voce
- John Beck - tastiera, cori
- Dick Nolan - basso, cori
- Bob Dalton - batteria, cori